# Solo Kleinmotoren
Koordinaten: 48° 43′ 38″ N, 8° 58′ 20″ O

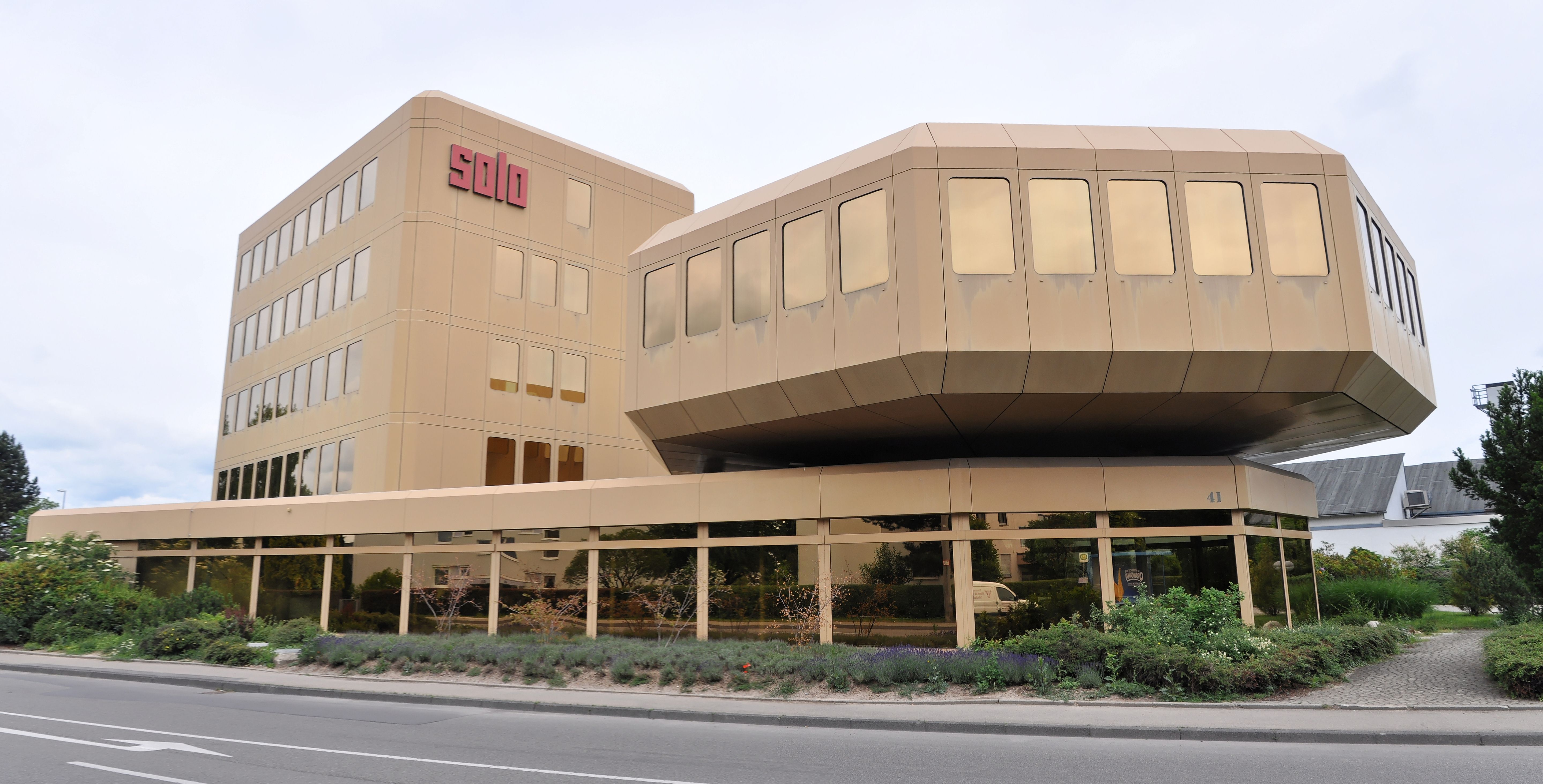
Standort von SOLO in Sindelfingen

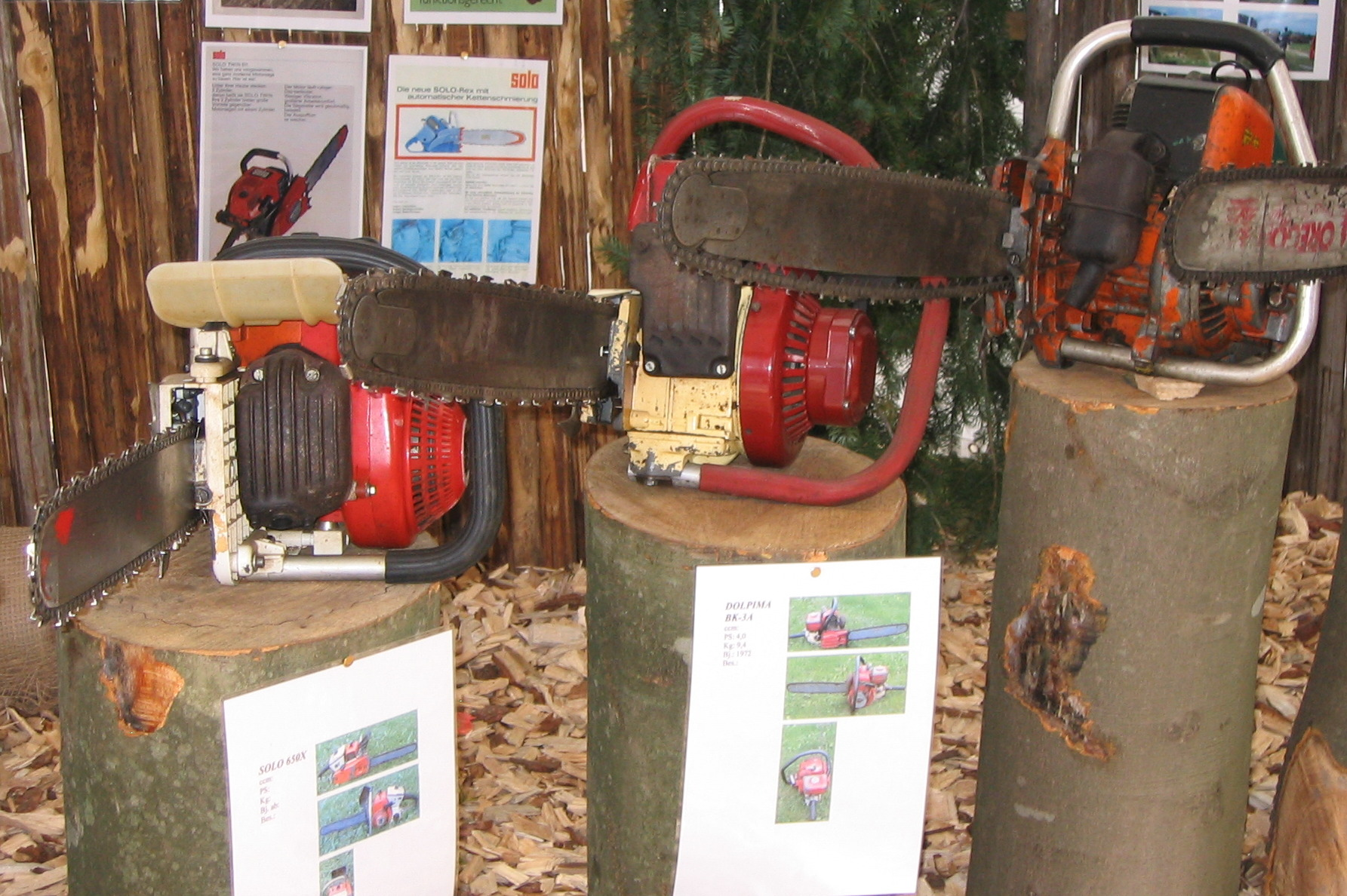
Kettensäge Solo 650x (links)

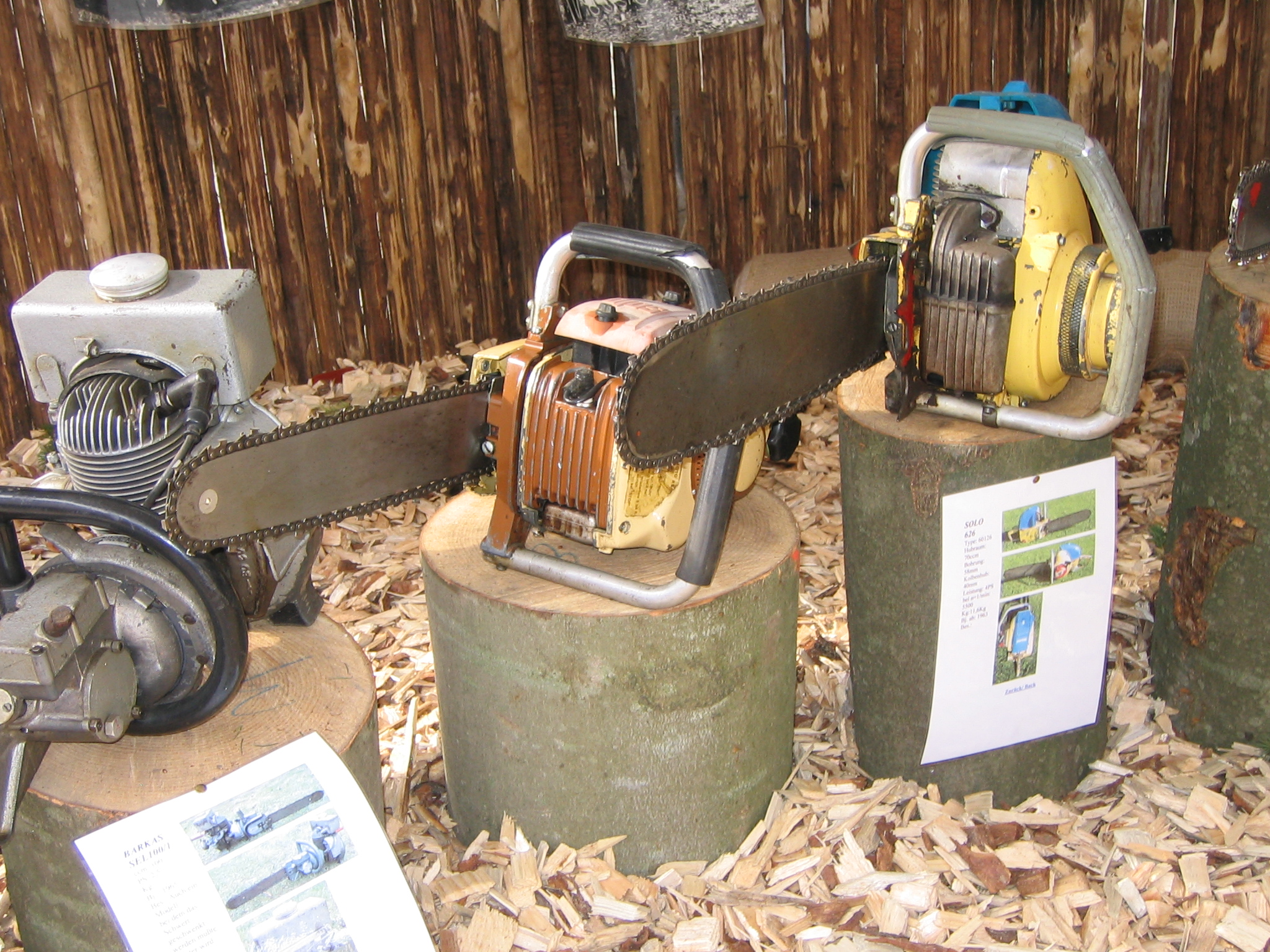
Weitere Kettensägen von Solo

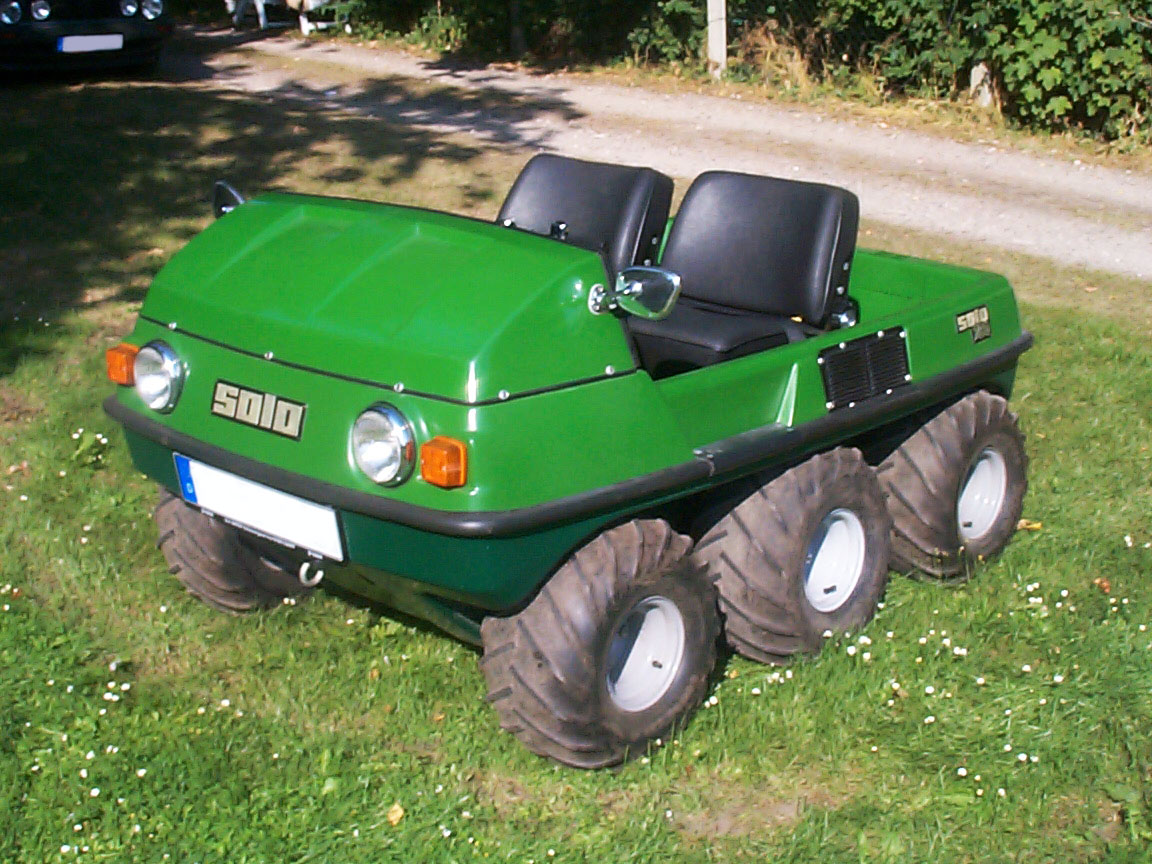
Solo 750 geländegängiges Amphibienfahrzeug

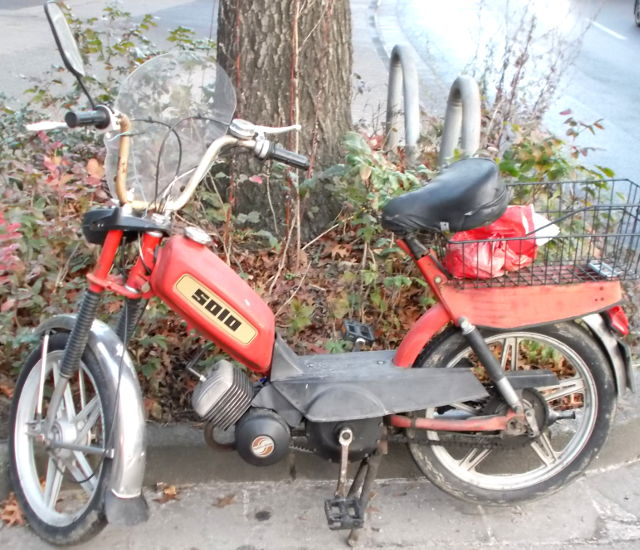
Solo-Mofa aus den 1980er Jahren

Die Solo Kleinmotoren GmbH (eigene Schreibweisen: SOLO, solo) ist ein deutscher Hersteller von Klein- und Flugmotoren, Pflanzenschutz- und Blasgeräten sowie Trennschleifern mit Sitz im baden-württembergischen Sindelfingen-Maichingen.
Von 1973 bis 1980 wurde das geländegängige, sechsrädrige Schwimmauto Solo 750 hergestellt. Die Produktion von Mofas wurde 1998 eingestellt.
Der Markenname „Solo“ geht darauf zurück, dass mit dem rückentragbaren Sprühgerät für Pflanzenschutzmittel im Weinbau ab 1951 erstmals selbständig von einer einzelnen Person gearbeitet werden konnte, während bisher eine schwere stationäre Motorpumpe zahlreiche Helfer zum Handhaben des langen Schlauches erforderte.

## Kennzahlen
Solo Kleinmotoren ist inzwischen weltweit vertreten. Zur Gruppe gehören unter anderem Niederlassungen und verbundene Unternehmen in Peru, Ecuador, Chile, USA, Russland, Ghana, Neuseeland und China.
Während in den Zeiten des Mofa-Booms in den 1970er-Jahren über 1.200 Personen beschäftigt waren, lag die Mitarbeiterzahl 2004 bei etwa 330. 1998 wurden etwa 100 Millionen DM umgesetzt.
Im August 2006 wurden 170 Mitarbeiter beschäftigt. Das Kapital des Unternehmens belief sich auf 5,113 Millionen Euro, der Umsatz im Geschäftsjahr 2005/2006 betrug 48,5 Millionen Euro. Solo ist ein unabhängiges Familienunternehmen. Geschäftsführer sind Andreas Emmerich und Sascha Luft (seit 1. August 2020). Andreas Emmerich ist der Bruder des Regisseurs Roland Emmerich. Das Geschäftsjahr beginnt am 1. August.
Anfang 2014 wurde bekannt gegeben, dass die Firma AL-KO Kober einen großen Teil der Solo Kleinmotoren GmbH übernimmt und unter der Marke solo by AL-KO vertreibt. Darunter fallen die Motorsägen, Motorsensen, Rasenmäher etc. Nur die Produktfelder der Pflanzenschutzgeräte sowie der Trennschleifer blieben bei Solo.
Betroffen von Entlassungen oder Übernahmeangeboten waren ca. 65 Mitarbeiter, da diese Produkte nicht mehr in Sindelfingen produziert werden, sondern in China und Österreich unter der Regie von ALKO.

## Geschichte
- Gründung am 10. Januar 1948 als Hersteller von kleinen Zweitaktmotoren in Maichingen bei Sindelfingen. Erste Einsatzgebiete waren Rasenmäher, Pumpen sowie Mofas. Unternehmensgründer sind Hans und Heinz Emmerich.
- In den 1950er-Jahren Erweiterung der Produktpalette um tragbare Motorstäubegeräte, -spritzen, weitere Geräte (Motorhacken) und schließlich Motorsägen. Solo war der erste Hersteller einer direkt angetriebenen Motorsäge in Europa.
- In den 1960er-Jahren Ausbau der Geschäftstätigkeit mit Niederlassungen unter anderem in Daun, Bologna, Frankreich und Belgien.
- 1957/1958 gelang mit über 20.000 verkauften Solo-Motorhacken ein großer Verkaufserfolg.
- 1958 führt Solo mit der Solo Rex die erste direkt angetriebene Motorsäge ein.
- ab 1970 werden eine neue Produktlinie von Mofas sowie Außenbordmotoren eingeführt. Auch ein amphibisches „Allgelände-Fahrzeug“ mit sechs sämtlich angetriebenen Rädern, der Solo 750, wird vorgestellt.
- 1972: das Mofa „Solo Electra“ (Solo 720) mit 500-W-Elektromotor und zwei Akkumulatoren mit 12 V/40 Ah wird vorgestellt und in Serie gebaut.
- 1978: Produktionsbeginn des Mokicks Solo MK 40.
- Ab 1980 verstärkter Einsatz von Kunststoff als Gehäusewerkstoff. Erster Hersteller eines komplett aus Kunststoff gefertigten Kurbelgehäuses für einen Zweitaktmotor. Stetiges Wachstum, insbesondere im Motorsägenbereich.
- In den 1990er-Jahren kontinuierliches Wachstum, Engagement in der Entwicklung von Stirlingmotoren.
- Ab 2000 Heranführung des Stirling-Blockheizkraftwerkes an die Serienreife, Einführung des Solo-Forstzubehörs.
- 2003 Bundespreis für das Solo Stirling 161 microKWK-Modul
- Am 21. März 2006 wurde Insolvenzantrag für Solo-Stirling gestellt.
- Am 20. Februar 2014 gab das Unternehmen den Verkauf des Unternehmensbereiches Garten- und Forstgeräte an die AL-KO Kober SE bekannt. Das Unternehmen konzentriert sich künftig auf Pflanzenschutzgeräte und Trennschleifer

Inzwischen ist Solo neben Stihl aus Waiblingen-Neustadt, AS-Motor aus Bühlertann und Wacker Neuson aus München einer der wenigen deutschen Produzenten von Zweitaktmotoren, und entwickelt das Motorenkonzept mit Rücksicht auf verschärfte Emissionsgesetzgebungen weiter.
Solo ist der einzige deutsche Hersteller von motorgetriebenen, rückentragbaren Sprühgeräten mit inländischer Produktion.